# Hazal Kaya
Pour les articles homonymes, voir Kaya.
Leyla Hazal Kaya, plus connue sous le nom d'Hazal Kaya, est une actrice turque née le 1er octobre 1990 à Konya. Elle a épousé Ali Atay et a un fils nommé Fikret Ali et une fille nommée Leyla Süreyya.

## Biographie
Hazal Kaya est née à Konya, en Turquie. Son père et sa mère, tous les deux avocats, ont divorcé quand elle avait deux ans. Elle a passé son enfance dans le quartier Balat d'Istanbul. Enfant, Hazal  aime les lahmacuns et les baklavas. Elle s'intéresse également au tennis de table. Elle étudie au Lycée Italien d'Istanbul, d'où elle sort sans aucun diplôme en 2010. Elle étudie également à l'Istanbul Bilgi University (Université du savoir d'Istanbul), dans le domaine de droit.
Hazal Kaya parle couramment l'anglais et l'italien et étudie l'allemand.
En 2019 elle épouse l’acteur Ali Atay ; Ils ont deux enfants ensemble.

## Carrière
Hazal apparaît pour la première fois dans une série télévisée en 2006, en jouant dans Sıla. En 2010, elle joue le rôle de Nihal Ziyagil dans la série Aşk-ı Memnu, adaptée du roman de  Halid Ziya Uşaklıgil. Du 14 janvier 2011 au 29 juin 2012, Hazal tient le rôle principal de la série Adini Feriha Koydum, diffusée sur Show TV.
Depuis 2012, elle tient encore une fois le rôle principal de la série "Son Yaz Balkanlar 1912", diffusée sur Atv. Elle a joué le personnage principal de la série télévisée Bizim Hikaye, qui a commencé à diffuser sur Fox Turkey Channel en 2017. En 2022 et 2024 Hazal joue également le personnage principal Esra / Peride dans la série dramatique "Midnight at the Pera Palace" (en turc "Pera Palas'ta Gece Yarısı"), diffusée pour la première fois sur Netflix. Hazal est également ambassadrice de la gentillesse de l'UNFPA en Turquie.

## Filmographie
- 2006 : Sıla
- 2006 : Taşların sırrı
- 2006 : Acemi Cadı
- 2007 : Genco
- 2008 - 2010 : Aşk-ı Memnu
- 2010 : Behzat Ç. Bir Ankara Polisiyesi
- 2011 - 2012 : Adını Feriha Koydum
- 2011 : Çalgı Çengi
- 2011 : Ay Büyürken Uyuyamam
- 2012 : Son Yaz Balkanlar
- 2013 : A.Ş.K
- 2015 : Maral: En Güzel Hikayem
- 2017 - 2019 : Bizim Hikaye
- 2020 : Menajerimi Ara
- 2021 : Misafir
- 2022 : Pera Palas'ta Gece Yarısı